# Arbeitsvolumen
Beim Arbeitsvolumen (auch: Beschäftigungsvolumen) werden in den Wirtschaftswissenschaften Arbeitskräfte und deren Arbeitszeit in Beziehung gebracht.

## Allgemeines
Der Begriff des Arbeitsvolumens wird sowohl in der Volkswirtschafts- als auch in der Betriebswirtschaftslehre verwendet. Der Begriffsinhalt unterscheidet sich bei beiden durch die zugrunde liegende Aggregation. In der Volkswirtschaftslehre ist das Arbeitsvolumen als volkswirtschaftliche Kennzahl die Summe aller in einer Volkswirtschaft oder in einem Wirtschaftszweig innerhalb eines Jahres tatsächlich geleisteten Arbeitsstunden, das sich aus dem Produkt der durchschnittlichen Zahl der Beschäftigten und deren durchschnittlicher Arbeitszeit ergibt. In der Betriebswirtschaftslehre wird das Arbeitsvolumen als betriebswirtschaftliche Kennzahl lediglich in einem Unternehmen gemessen und ist hier das innerhalb der Arbeitszeit von den Arbeitspersonen hergestellte Absatzvolumen an Gütern oder Dienstleistungen.

## Volkswirtschaftslehre
Das Arbeitsvolumen ist im Rahmen der Volkswirtschaftlichen Gesamtrechnung (VGR) die insgesamt von den Arbeitnehmern und Selbständigen bzw. mithelfenden Familienangehörigen tatsächlich geleisteten Arbeitsstunden bei Tätigkeiten innerhalb der Produktionsgrenzen. 
Das Arbeitsvolumen {\displaystyle AV} ergibt sich aus der durchschnittlichen Zahl der Beschäftigten {\displaystyle B} und deren durchschnittlicher Arbeitszeit {\displaystyle Az}:
{\displaystyle AV=B\cdot Az}.
Das Arbeitsvolumen steigt, wenn die Anzahl der Beschäftigten und/oder die Arbeitszeit zunehmen, außerdem bei Erhöhung der Arbeitsintensität. Je höher die Arbeitsproduktivität ist, desto geringer ist das für ein bestimmtes Bruttoinlandsprodukt benötigte Arbeitsvolumen. Bei konstantem Arbeitsvolumen erzeugt der Fortschritt in der Arbeitsproduktivität eine zum Wirtschaftswachstum führende Produktionssteigerung.

### Definition
Das Arbeitsangebot wird auf dem Arbeitsmarkt bestimmt durch die demografischen Rahmenbedingungen und die Arbeitsproduktivität. Über die Bevölkerungszahl, die Erwerbsquote und die angebotene individuelle Arbeitszeit ergibt sich das angebotene Arbeitsvolumen.
Nach dem europäischen System der VGR von 1995 umfasst das Arbeitsvolumen die tatsächliche Arbeitszeit aller Erwerbstätigen (Arbeitnehmer, Selbständige und mithelfende Familienangehörige) im Inland, die eine auf wirtschaftlichen Erwerb gerichtete Tätigkeit ausüben. Unter dem Arbeitsvolumen werden die innerhalb einer Volkswirtschaft tatsächlich geleisteten Arbeitsstunden verstanden, die von allen Erwerbstätigen in einem gegebenen Zeitraum erbracht werden. Hierzu zählen auch die Arbeitsstunden von Personen in Nebentätigkeiten mit mehreren Beschäftigungsverhältnissen, Zeiten für die bezahlte Aus- und Weiterbildung oder Überstunden. In Übereinstimmung mit den von der Internationalen Arbeitsorganisation aufgestellten Normen umfasst das Arbeitsvolumen außerdem:
- die Zeit, die am Arbeitsplatz bestimmten Aufgaben, wie der Arbeitsvorbereitung des Arbeitsplatzes, Reparatur- und Wartungsarbeiten, Vorbereitung und Reinigung der Werkzeuge und Ausstellung von Empfangsbescheinigungen, Rechnungen, Arbeitsvorgangskarten sowie Anfertigung von Berichten, gewidmet wird;
- die am Arbeitsplatz mit Warten oder im Rahmen von Bereitschaftsdienst verbrachten Ausfallzeiten beispielsweise wegen gelegentlichen Arbeitsmangels, Ausfalls von Maschinen oder Unfällen, oder am Arbeitsplatz verbrachte Zeit, während der nicht gearbeitet wird, die aber im Rahmen eines garantierten Beschäftigungsvertrags bezahlt wird;
- die Zeit der am Arbeitsplatz verbrachten kurzen Ruhepausen einschließlich der Arbeitspausen zum Einnehmen von Erfrischungen.

Dem Statistischen Bundesamt zufolge umfasst das Arbeitsvolumen auch die von mithelfenden Familienangehörigen geleisteten Arbeitsstunden.
Das Arbeitsvolumen umfasst hingegen nicht:
- die bezahlten, aber nicht geleisteten Stunden, wie bezahlten Jahresurlaub, bezahlte Feiertage, bezahlte krankheitsbedingte Abwesenheit;
- die Pausen für das Einnehmen von Mahlzeiten (Mittagspause);
- die Zeit für die Fahrten von der Wohnung zum Arbeitsplatz und zurück (Arbeitsweg), auch wenn sie bezahlt wird (Bauarbeiter). Werden die Fahrten jedoch innerhalb der normalen Arbeitszeit organisiert, so wird diese Zeit zum Arbeitsvolumen gerechnet.

Von einem Pro-Kopf-Arbeitsvolumen zu sprechen ist mehrdeutig, da zu unterscheiden ist, auf welche Personengruppe sich das Arbeitsvolumen bezieht, etwa auf die Wohnbevölkerung (jährliches Arbeitsvolumen pro Einwohner) oder auf alle Erwerbstätige (mittlere jährliche Arbeitszeit pro Erwerbstätigem). Dabei ergibt sich das Arbeitsvolumen pro Einwohner mathematisch als das Produkt aus Arbeitsvolumen pro Erwerbstätigem und Bruttoerwerbstätigenquote.

### Statistik

Dekadenvergleich von Bruttoinlandsprodukt, Arbeitsproduktivität und Arbeitsvolumen

Vergleich Arbeitsvolumen und Erwerbspersonenpotential

Das Arbeitsvolumen hat sich in Deutschland seit 2005 wie folgt verändert.
| Jahr | Arbeitsvolumen (beschäftigte Arbeitnehmer) | Arbeitsvolumen (Erwerbstätige) |
| ---- | ------------------------------------------ | ------------------------------ |
| 2005 | 47.119                                     | 56.310                         |
| 2010 | 49.314                                     | 58.524                         |
| 2015 | 51.754                                     | 60.412                         |
| 2016 | 52.451                                     | 60.933                         |
| 2017 | 53.233                                     | 61.483                         |
| 2019 | 54.681                                     | 62.596                         |
| 2020 | 52.385                                     | 59.632                         |

Der Rückgang im Jahre 2020 gegenüber 2019 um 4,7 % ist ein auf die Corona-Pandemie zurückzuführender historischer Einbruch des Arbeitsvolumens, der hauptsächlich durch Kurzarbeit verursacht wurde.
Das Arbeitsvolumen in der Bundesrepublik Deutschland sinkt tendenziell seit 1960. Lediglich in den Phasen der Hochkonjunktur stieg es jeweils vorübergehend an. Das Arbeitsvolumen sinkt, wenn die gesamte Wirtschaftsleistung eines Landes (BIP) langsamer wächst als die Arbeitsproduktivität (AP = Wirtschaftsleistung der Beschäftigten pro Stunde). Dies war in Deutschland langfristig seit 1960 immer der Fall, d. h. die Arbeitsproduktivität ist im Dekadenvergleich stets schneller gewachsen als das BIP.
Diese Entwicklung hatte zur Folge, dass das Arbeitsvolumen in der Bundesrepublik Deutschland 1960 und 2008 fast identisch blieb (bei ca. 57 Mrd. Stunden), obwohl das Erwerbspersonenpotential seit 1960 von rund 26 Mio. auf 44,5 Mio. Personen stieg. Im Gegenzug sank die Wochenarbeitszeit.
Das Arbeitsvolumen pro Erwerbstätigem sank von 1960 bis 2010 um 31 Prozent, das Arbeitsvolumen pro Einwohner um 29 Prozent (bis 1990: Westdeutschland; ab 1991: Deutschland).
Das gesamte Arbeitsvolumen in Deutschland lag 1991 laut einer Statistik des Institut für Arbeitsmarkt- und Berufsforschung (IAB) bei 60,261 Milliarden Stunden, sank bis 2005 auf 55,500 Milliarden Stunden und stieg bis 2018 auf 61,086 Mrd. Stunden. Die Teilzeitquote lag 1991 bei 17,5 % und stieg bis 2018 nahezu kontinuierlich auf 39,2 % an. Die durchschnittliche Zahl der Arbeitsstunden pro Erwerbstätigem (Voll- und Teilzeitbeschäftigte zusammen betrachtet) lag 1991 bei 1553,5 Stunden, fiel danach nahezu kontinuierlich ab und erreichte 2017 einen Tiefststand von 1360,4 Stunden; im Jahr 2018 lag sie bei 1362,3 Stunden. 2018 lag das Arbeitsvolumen bei 61,1 Milliarden Stunden, bei 44,8 Millionen Erwerbstätigen.
Grafik: Arbeitsvolumen, Erwerbstätige und Beschäftigte in Deutschland 1991–2018– Quelle: Institut für Arbeitsmarkt- und Berufsforschung (IAB).
- rot: Arbeitsvolumen (in Mio. Stunden).
- violett: Erwerbstätige (in Tausend).
- grün: Beschäftigte (in Tausend).

### International

Ländervergleich 2000/1970 I

Ländervergleich 2000/1970 II

In Deutschland betrug das Arbeitsvolumen 2011 insgesamt 58 Milliarden Arbeitsstunden bei ca. 41 Millionen Erwerbstätigen. In Österreich wurden 2017 knapp 7 Milliarden Arbeitsstunden geleistet. In der Schweiz betrug das Arbeitsvolumen 2017 insgesamt 7,86 Milliarden Arbeitsstunden; diese Zahl liegt 2,7 % höher als für 2010.
Innerhalb der OECD gibt es mit der Bundesrepublik Deutschland nur eine Volkswirtschaft, die in allen Dekaden von 1970 bis 2000 ein sinkendes Arbeitsvolumen aufzuweisen hatte. Innerhalb der OECD sind die Vereinigten Staaten von Amerika nur eine Volkswirtschaft, die in allen Dekaden von 1970 bis 2000 ein steigendes Arbeitsvolumen aufzuweisen hatte. In allen anderen Volkswirtschaften der OECD wechseln sich steigende und sinkende Dekaden des Arbeitsvolumens von 1970 bis 2000 ab, obwohl in allen Ländern eine wachsende Bevölkerungs- und Erwerbstätigenzahl zu beobachten war.
Die für 11 EU-Staaten vorliegenden Daten zeigen, dass im Zeitraum von 1970 bis 2000 in 7 Ländern (Frankreich, Großbritannien, Italien, Deutschland, Dänemark, Belgien und Finnland) das Arbeitsvolumen zurückgegangen ist (im Durchschnitt um 7 %); Schweden, Spanien und die Niederlande konnten eine sehr geringe Zunahme (ca. 4 %) verbuchen. Lediglich in Irland stieg das Arbeitsvolumen signifikant (+26 %) an, allerdings hat sich hier Zahl der Erwerbstätigen um 77 % erhöht. Auch in den zehn anderen Ländern wuchs die Anzahl der Beschäftigen (zwischen 4 % und 43 %). Folglich ist überall ein Rückgang des Arbeitsvolumens pro Erwerbstätigen und eine sinkende Jahresarbeitszeit zu verzeichnen – bei BIP-Wachstumsraten von bis zu vier Prozent.
Eine wichtige Einflussgröße für das Arbeitsvolumen ist die Arbeitszeit in Wochenstunden, die sich im Jahre 2019 wie folgt entwickelt hat:
| Staat                | Durchschnittliche Arbeitszeit (Vollzeit und Teilzeit) in Wochenstunden (2019) |
| -------------------- | ----------------------------------------------------------------------------- |
| Belgien              | 37,2                                                                          |
| Bulgarien            | 40,5                                                                          |
| Dänemark             | 33,3                                                                          |
| Deutschland          | 34,8                                                                          |
| Frankreich           | 34,7                                                                          |
| Griechenland         | 41,7                                                                          |
| Italien              | 37,1                                                                          |
| Luxemburg            | 37,9                                                                          |
| Niederlande          | 30,4                                                                          |
| Europäische Union-28 | 37,0                                                                          |
| Österreich           | 36,4                                                                          |
| Schweiz              | 31,8                                                                          |

Die höchste Wochenarbeitszeit gibt es in Griechenland, die niedrigste in den Niederlanden.

## Wirtschaftliche Aspekte
Die Unterschiede in der Entwicklung des Arbeitsvolumens ergeben sich neben der unterschiedlichen Bevölkerungsentwicklung vor allem aus der vorrangigen Orientierung der jeweiligen Volkswirtschaft auf den Außen- oder Binnenmarkt. Die Vorteile einer höheren Steigerung der Produktivität im Export sind gleichzeitig die Nachteile in der Entwicklung des Arbeitsvolumens.
Dazu ein bezeichnendes Beispiel aus Deutschland:

„Das verarbeitende Gewerbe hat mit seinen 5,9 Mio. Beschäftigten im Jahr 2006 den Gesamtumsatz um 6,5 % erhöht. Das führte trotzdem zur Entlassung von 33.000 Mitarbeitern (-0,6 % der Beschäftigten).“

Im exportorientierten verarbeitenden Gewerbe sind die angestrebten Absatzerfolge auf Grund einer enormen Produktivitätssteigerung erreicht worden, ohne dass dabei ein Zuwachs an Beschäftigung generiert werden konnte.

## Betriebswirtschaftslehre
Das Arbeitsvolumen ist die Einsatzmenge an Arbeitsleistung, die von einer Arbeitskraft während der Arbeitszeit in einem Unternehmen erbracht wird. Bei der Arbeitszeit {\displaystyle AZ} wird die Vollzeitbeschäftigung ({\displaystyle VAK}), Teilzeitarbeit ({\displaystyle TAK}) und geleistete Mehrarbeit ({\displaystyle MA}) sowie die Kurzarbeit ({\displaystyle KA}) berücksichtigt: 
{\displaystyle AZ=VAK+TAK+MA-KA}.
Zur Arbeitszeit gehören nicht die Fehlzeiten (wegen Urlaub oder Krankenstand) der Arbeitnehmer. Das Arbeitsvolumen sinkt, wenn Kurzarbeit eingeführt wird oder zunimmt. Das gilt auch, wenn mehr Teilzeitkräfte als Vollzeitkräfte eingestellt werden.
Erlang C zufolge lässt sich das Arbeitsvolumen {\displaystyle AV} in einem Callcenter wie folgt planen:
{\displaystyle {\text{AV}}={\frac {{\text{Anzahl der Anrufe}}\cdot {\text{Bearbeitungszeit}}}{3600{\text{ Sekunden}}}}}.
Hierdurch wird es möglich, anhand eines gegebenen Arbeitsvolumens Personalkapazitäten in jeder Organisationseinheit bis hin zum Arbeitsplatz zu planen. Standard ist die Arbeitsstunde (= 3600 Sekunden).
Der Arbeitskoeffizient ist eine betriebswirtschaftliche Kennzahl, die das Arbeitsvolumen ins Verhältnis zum Arbeitsergebnis setzt. Ihr Kehrwert heißt Arbeitsproduktivität.